# 片野薬局
片野薬局株式会社・卸部（かたのやっきょく）は、栃木県今市市瀬川161-1に本社を置く主に医薬品・一般用医薬品の卸売りを扱う企業であった。現在は「潮田クラヤ三星堂」である。

## 概要
- 代表取締役社長　片野宏

## 沿革
- 昭和22年「武田薬品」との直接取引開始を契機に各医薬品製造メーカーとの直接取引を開始し「医薬品卸業」開始
- 昭和44年3月　「三国堂」と業務提携
- 昭和49年9月　栃木県の「三国堂」が、卸部門を吸収合併し「三国堂・今市片野店」（現・潮田クラヤ三国堂・今市片野店）として発足

## 主な取引メーカー
- 武田薬品工業　等